# Klaus & Servants
Klaus og Servants er en dansk popgruppe, der har været aktiv siden midten af 1960'erne, og stadig er på banen. Klaus Strand-Holm (født 1951) er grundlægger og leder af orkestret. De brød igennem med singlen "Bank Tre Gange" fra 1971, der nåede førstepladsen på Dansktoppen.
Gruppen består i dag af Klaus Strand-Holm, Jan Tellefsen og Morten Holme Lindberg.

## Diskografi
- Klaus & Servants (Rød) (1972)
- From The Heart Of (1973)
- Klaus & Servants (Gul) (1974)
- Do You Remember... (1974)
- På Opfordring (1974)
- Med Venlig Hilsen! (1975)
- Fra Os Til Dig (1976)
- Don't Forget To Remember (1977)
- Dansk Pop (1977)
- New Style (1978)
- Tak Ska' Du Ha' (1979)
- Shadoogie (1980/81)
- Hej Casanova (1980/81)
- Klaus spiller Elvis & Beatles (1982)
- Expres (1982)
- En aften med Klaus & Servants (mc) (1982)
- Top 20 (1983)
- Glædelig Jul & Godt Nytår (1984)
- Danse Pop Galla
  - Vol. 1 "En aften på Propellen" (1985)
  - Vol. 2 "I aften på Bork Havn Feriehotel" (1986)
  - Vol. 3 "En Galla-aften på M/F Gelting Syd" (1986)
  - Vol. 4 "Gallaaften på Carlsens Hotel, Læsø" (1987)
  - Vol. 5 "Klaus & Servants på Færøerne" (1988)
- 30 DanskTopPop År Vol. 1 (1993)
- 30 DanskTopPop År Vol. 2 (1994)
- Nyt & Gammelt fra Klaus & Servants (1995)
- Helt friske og gode minder (1997)
- Flaget er hejst (1998)
- Klaus & Servants 2000 (2000)
- 50 Hits på Toppen (2001)
- Do You Still Remember (2003)
- PopJubilar´n (2003)
- Beach Party Med Klaus & Servants (2004)
- Alle De Fede - "De Største Hits Fra 1971 - 2005 + Fire Helt Nye" (2005)
- Idag og i morgen (2009)
- GuitarKult (2010)
- En Aften med Klaus & Servants (cd/dvd) (2011)
- Non Stop - De største Partyhits (2012)
- Musik er mit liv (2013)
- Singles (AZ-23) (2013)
- Specials (AZ-24) (2013)
- Jul hos Klaus & Servants (2019)
- Ta´JA-hatten på (2021)

Dansk Slager Parade
- 2017
  - Klaus & Servants; Hans dos Santos Madsen, Jan Tellefsen og Klaus Strand-Holm
  - (kor)Dan Bøgen, Ricky Kjørup Jensen
  - Anne-Mette Rix
  - Flemming Werge
  - Annette Klingenberg
  - Lars Stryg
  - Lis & Per
  - Torben Lendager

- 2019
  - Klaus & Servants; Hans dos Santos Madsen, Jan Tellefsen og Klaus Strand-Holm
  - Bjørn Tidmand
  - Pernille Schrøder
  - Bjarne Lisby
  - Anne-Karin Broberg
  - Louise Espersen
- 2020
  - Klaus & Servants; Hans dos Santos Madsen, Jan Tellefsen og Klaus Strand-Holm
  - Dorthe Kollo
  - Dario Campeotto
  - Lise Haavik
  - Anders Tind
  - Anna Nowik
- 2022
  - Klaus & Servants; Morten Holme Lindberg, Jan Tellefsen og Klaus Strand-Holm
  - Kirsten Siggaard
  - Torben Lendager
  - Michael Jensen
  - Vendy
  - Drama Queen (Alias Perter Andersen)

DVD - Syng Med Og Tip Et Hit - DK4 TVSHOWS (2023)
- DVD 1 (2016)

Klaus & Servants - Karin Strandholm - Anders Tind - Dario - Gry Johansen - Lars Thiesgaard - Lotte Riishøj - Ulrikke
- DVD 2 (2016)

Klaus & Servants - Karin Strandholm - Dansvingerne - Dario Campeotto - Gry Johansen - Kim (Kim & Hallo) - Louise Espersen - Rasmus Krogsgaard
- DVD 3 (2017)

Klaus & Servants - Karin Strandholm - Annette Klingenberg - Bjarne Lisby - Jeanette Von Flittner - Lars Stryg
- DVD 4 (2017)

Klaus & Servants - Karin Strandholm - Michael Jensen - Birgit & Helge, Stine & Marti - Flemming Werge - Lis & Per
- DVD 5 (2017)

Klaus & Servants - Karin Strandholm - Anne-Mette Rix - John Batz - Lise Haavik - Mikkel Svenning
- DVD 6 (2017)

Klaus & Servants - Karin Strandholm - Ulla Jessen - Bibbi & Snif - Eva & Constantin - Torben Lendager
- DVD 7 (2017)

Klaus & Servants - Karin Strandholm - Anne Katrine Tove - Anne-Mette Rix - Per Dahl - Pia Schnack
- DVD 8 (2017)

Klaus & Servants - Karin Strandholm - Ronni Garner - Anne Karin Broberg - Kirsten Siggaard - Steen Svanholm
- DVD 9 (2017)

Klaus & Servants - Karin Strandholm - Anette Oxenbøll - Carsten Bo - Geordie - Henning Vad
- DVD 10 (2017)

Klaus & Servants - Karin Strandholm - Anne Marie Lindegaard - Birgit & Helge, Stine & Marti - Kim Schwartz - Michael Winkler
- DVD 11 (2018)

Klaus & Servants - Karin Strandholm - Henry O´Conner – Jesper Søgaard – Louise Duibel – Søren Sebber
- DVD 12 (2018)

Klaus & Servants - Karin Strandholm - Henry O´Conner – Martin Knudsen – Michel Castenholt – Pernille Schrøder – Simon Nøiers
- DVD 13 (2018)

Klaus & Servants - Karin Strandholm - Liselotte Kroager - Bertel Abilgaard/ Guitar Kaj – Bo Young – Jan Schou – John Andersen
- DVD 14 (2018)

Klaus & Servants - Karin Strandholm - Anne Karin Broberg - Hilda Heick – Jan Schou – Kristian Rusbjerg og Vibeke – Lune Carlesen & Søren Sebber
- DVD 15 (2018)

Klaus & Servants - Karin Strandholm - Anna Nowik – Catja og René – Flemming Antony – Pernille Schrøder

## henvisninger
- Biografi på gruppens webside
- Husmandsrock – gruppens histore.
- Klaus & Servants på Discogs
- Klaus & Servants på MusicBrainz

| Musik | Spire Denne musikartikel er en spire som bør udbygges. Du er velkommen til at hjælpe Wikipedia ved at udvide den. |